# Christmas Time (Is Here Again)
Singles de The Beatles
Beatles Movie Medley / I'm Happy Just to Dance with You
(1982) Real Love / Baby's in Black
(1996)
Christmas Time (Is Here Again) est une chanson du groupe britannique The Beatles, enregistrée pour le disque de Noël de 1967 destiné aux membres de leur fan club. Un nouveau montage, très différent de celui publié en 1967, est paru en face B du single en 1995, dans la foulée du projet The Beatles Anthology, couplé à la chanson Free as a Bird. 

## Historique
La version originelle de ce message aux fans, enregistrée le 28 novembre 1967 dans le studio 3 chez EMI, a une durée totale de 6:32 mais éditée à 6:06 sur le flexi disc. L'enregistrement débute avec John Lennon qui annonce « Interplanetary remix, take 444! ». La musique de la chanson Christmas Time Is Here Again ! est enregistrée en une seule prise par Paul McCartney au piano, George Harrison à la guitare acoustique, John Lennon aux timbales, Ringo Starr à la batterie. Le chant est effectué en double pistes par le groupe au complet. La chanson est entrecoupée de contes, de dialogues, d'effets sonores et de plusieurs chansonnettes, toujours dans un ton humoristique. Le producteur George Martin et l'acteur Victor Spinetti chantent avec le groupe et disent aussi quelques lignes de texte tandis que l'assistant Mal Evans demande : « Êtes-vous 13 ampères ? ». L'enregistrement se termine avec un poème absurde écrit et lu par Lennon accompagné d'une prestation à l'orgue de Auld Lang Syne jouée par Martin  et du son d'une bise hivernale. 
Une nouvelle version est publiée en single en 1995 et omet la plupart des parties humoristiques pour ne conserver que l'introduction de Lennon, la chanson principale et la finale lue par Lennon au son de l'orgue et du vent. La chanson est maintenant en stéréo et la prestation est plus longue ; on y entend des parties qui n'étaient pas incluses dans le flexi disc de 1967. On y a ajouté, par contre, des vœux de Noël de chacun des membres du groupe qui ont été enregistrés le 6 décembre 1966 au studio 2 de EMI afin d'être diffusés sur Radio London et Radio Caroline.

## Reprises
Ringo Starr la reprend en 1999, dans une version complétée et plus conventionnelle, sur son disque I Wanna Be Santa Claus avec Joe Perry du groupe  Aerosmith à la guitare.
Les Smithereens ont aussi repris ce titre qui clôt leur album Christmas with The Smithereens (en) paru en 2007.
On peut aussi l'entendre sur l'épisode homonyme lors de la seconde saison de l'émission d'animation Beat Bugs (2016).